# Семлак
Семлак (рум. Semlac) — комуна у повіті Арад в Румунії. До складу комуни входить єдине село Семлак.
Комуна розташована на відстані 444 км на північний захід від Бухареста, 30 км на захід від Арада, 45 км на північний захід від Тімішоари.

## Населення
За даними перепису населення 2002 року у комуні проживали 3787 осіб.
Національний склад населення комуни:
| Національність | Кількість осіб | Відсоток |
| -------------- | -------------- | -------- |
| румуни         | 3060           | 80,8%    |
| цигани         | 364            | 9,6%     |
| німці          | 138            | 3,6%     |
| угорці         | 136            | 3,6%     |
| словаки        | 41             | 1,1%     |
| українці       | 28             | 0,7%     |
| серби          | 1              | < 0,1%   |
| болгари        | 1              | < 0,1%   |
| чехи           | 1              | < 0,1%   |

Рідною мовою назвали:
| Мова       | Кількість осіб | Відсоток |
| ---------- | -------------- | -------- |
| румунська  | 3233           | 85,4%    |
| циганська  | 241            | 6,4%     |
| німецька   | 136            | 3,6%     |
| угорська   | 117            | 3,1%     |
| словацька  | 32             | 0,8%     |
| українська | 15             | 0,4%     |
| болгарська | 1              | < 0,1%   |

Склад населення комуни за віросповіданням:
| Релігія                                       | Кількість осіб | Відсоток |
| --------------------------------------------- | -------------- | -------- |
| православні                                   | 2803           | 74,0%    |
| греко-католики                                | 244            | 6,4%     |
| римо-католики                                 | 239            | 6,3%     |
| п'ятдесятники                                 | 190            | 5,0%     |
| лютерани (Синодально-пресвітеріанська церква) | 118            | 3,1%     |
| реформати                                     | 53             | 1,4%     |
| баптисти                                      | 30             | 0,8%     |
| лютерани (Аугсбурзького сповідання)           | 20             | 0,5%     |
| не релігійні                                  | 18             | 0,5%     |
| атеїсти                                       | 3              | 0,1%     |
| адвентисти                                    | 2              | 0,1%     |
| лютерани                                      | 1              | < 0,1%   |

## Історія
Українська громада с. Семлак — нащадки переселенців з історичного Закарпаття: Шариський комітат, сучасна Східна Словаччина. У 1903 р. Семлак в рамках своєї фольклористичної експедиції відвідав відомий український вчений Володимир Гнатюк. Основним оповідачем фольклору для В. Гнатюка в цьому селі був казкар Ілько Галайка. Зібрані матеріали науковець опублікував у 25 томі «Етнографічного Збірника» У 1971—1982 рр. слідами В. Гнатюка пройшов власною експедицією вчений Микола Мушинка, який відвідав також Семлак, але зібрані ним матеріали поки неопубліковані.

## Зовнішні посилання
- Дані про комуну Семлак на сайті Ghidul Primăriilor